# Rita Reys
Rita Reys; nascida Maria Everdina Reijs (Roterdão, 21 de dezembro de 1924 — Breukelen, 28 de julho de 2013) era uma cantora de jazz neerlandêsa. No festival de jazz francês de Juan-les-Pins  de 1960, recebeu o título de primeira-dama do jazz da Europa. 
Sua contribuição para o jazz foi reconhecida tanto dentro como fora de seu país, onde foi agraciada seis vezes com o prêmio Edison (o equivalente ao Grammy holandês). Conquistou o prestigiado prêmio internacional Bird Award, o prêmio American Songbook, além de três certificações de disco de ouro.